# Duminiczi (osiedle przy stacji)
Duminiczi (ros. Думиничи) – osiedle przy stacji w Rosji, w obwodzie kałuskim, w rejonie duminickim. W 2010 liczyło 947 mieszkańców.